# Sunday Street
Sunday Street è un album discografico del cantante folk statunitense Dave Van Ronk, pubblicato nel 1976.

## Il disco
Sunday Street è costituito da brani musicali suonati alla chitarra acustica da Dave Van Ronk senza l'ausilio di nessun altro strumento. Il materiale spazia da brani ragtime come The Pearls e Maple Leaf Rag a traditional folk e blues.
Sunday Street è stato ristampato su CD nel 1999.

## Tracce
1. Sunday Street (Van Ronk) – 3:27
2. Jesus Met the Woman at the Well (Traditional) – 5:34
3. Nobody Knows the Way I Feel This Morning (Traditional) – 3:51
4. Maple Leaf Rag (Scott Joplin) – 3:59
5. Down South Blues (Traditional) – 4:35
6. Jivin' Man Blues (Traditional) – 3:03
7. That Song About the Midway (Joni Mitchell) – 3:33
8. The Pearls (Jelly Roll Morton) – 4:29
9. That'll Never Happen No More (Blind Blake) – 3:48
10. Mamie's Blues (Traditional) – 4:19
11. Swinging on a Star (Johnny Burke, Jimmy Van Heusen) – 2:38

## Formazione
- Dave Van Ronk – voce, chitarra